# Charles Walmesley
Charles Walmesley (Standish, 13 gennaio 1722 – Bath, 25 novembre 1797) è stato un vescovo cattolico britannico.

## Biografia
Quintogenito di John Walmesley, fu educato presso il Collegio inglese di Douai e decise di abbracciare la vita religiosa tra i benedettini di quella comunità: emise la sua professione nel monastero di Sant'Edmondo, a Parigi, nel 1739. Ottenne il dottorato in teologia alla Sorbona. 
Esperto di astronomia e matematica, fu consultato dal governo britannico in merito all'introduzione del calendario gregoriano nel Regno Unito: fu membro della Royal Society e membro di accademie scientifiche di Parigi, Berlino e Bologna. 
Fu priore del monastero parigino di Sant'Edmondo dal 1749 al 1753 e nel 1754 fu inviato a Roma come procuratore generale della congregazione benedettina inglese. 
Il 15 giugno 1756 la congregazione di Propaganda fide lo nominò coadiutore, con diritto di successione, del vescovo William Laurence York, vicario apostolico del Distretto occidentale; il 21 dicembre 1756, nella cappella del Collegio inglese di Roma, fu consacrato vescovo di Rama in partibus dal cardinale Federico Marcello Lante Montefeltro della Rovere.
Nel 1763 succedette al vescovo York. Nel giugno 1780, nel corso di una sommossa anti papista, la sua residenza fu devastata e andarono distrutti l'archivio diocesano e la biblioteca privata di Walmesley.
Nel 1789 convocò un sinodo dei vescovi d'Inghilterra per condannare le discriminazioni di cui erano vittima i cattolici. 
Il 15 agosto 1790, nella cappella del Lulworth Castle, Walmesley consacrò John Carroll, il primo vescovo degli Stati Uniti d'America. 
Morto nel 1797, Walmesley fu inizialmente sepolto nella cappella di San Giuseppe di Trenchard Street, a Bristol. Nel 1906 le sue spoglie furono traslate nell'abbazia di Downside e collocate in una tomba nel coro della chiesa abbaziale. Gli episcopati americano e inglese finanziarono l'erezione di un monumento in alabastro collocato sul suo sepolcro.
Lasciò numerosi trattati di astronomia e matematica, ma la sua opera maggiore resta The general history of the Christian church, from her birth to her final triumphant state in heaven, chiefly deduced from the Apocalypse of St. John the Apostle, pubblicata con lo pseudonimo di "Signor Pastorini".

## Genealogia episcopale e successione apostolica
La genealogia episcopale è:
- Cardinale Scipione Rebiba
- Cardinale Giulio Antonio Santori
- Cardinale Girolamo Bernerio, O.P.
- Arcivescovo Galeazzo Sanvitale
- Cardinale Ludovico Ludovisi
- Cardinale Luigi Caetani
- Cardinale Ulderico Carpegna
- Cardinale Paluzzo Paluzzi Altieri degli Albertoni
- Cardinale Gaspare Carpegna
- Cardinale Fabrizio Paolucci
- Cardinale Francesco Barberini
- Cardinale Annibale Albani
- Cardinale Federico Marcello Lante Montefeltro della Rovere
- Vescovo Charles Walmesley, O.S.B.

La successione apostolica è:
- Vescovo William Gregory Sharrock, O.S.B. (1780)
- Arcivescovo John Carroll, S.I. (1790)
- Vescovo William Gibson (1790)